# 哈林冰川
70°53′S 160°50′E / 70.883°S 160.833°E
哈林冰川是南極洲的冰川，位於維多利亞地，處於丹尼爾斯山脈西北面，最終注入雷尼克冰川，該冰川根據美國地質調查局的測量和美國海軍的空中照片被繪入地圖。